# 鐵拳行動

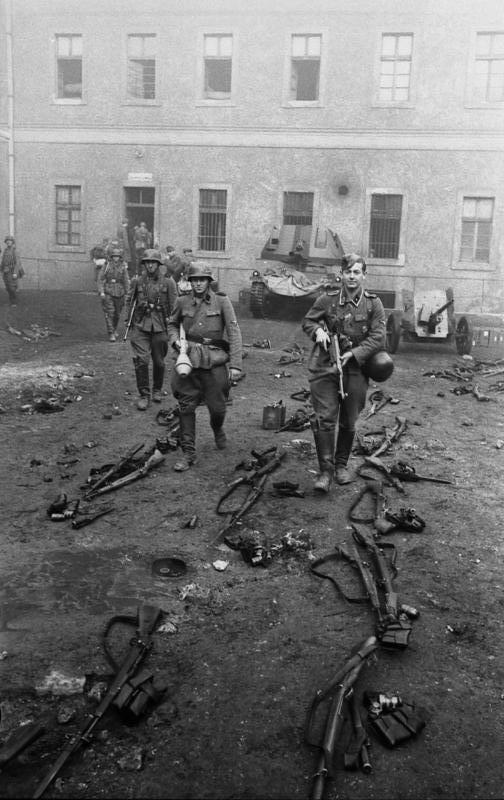
行動結束後，来自親衛隊第22「瑪麗亞·特蕾莎」志願騎兵師的士兵检阅了在布达城堡庭院中发现的武器，包括一门匈牙利防空自行火炮 40M Nimród（背面）和一门40毫米40M反坦克炮

鐵拳行動（德语：Unternehmen Panzerfaust）是德国国防军于1944年10月展開的一项军事行动，目的是确保匈牙利王国在二战中仍然是德国的盟友。当德国元首阿道夫·希特勒得知匈牙利摄政王海军上将米克洛什·霍尔蒂正在秘密与蘇聯談判後，他将武装党卫军的突击队领导人奥托·斯科兹尼和前特种部队指挥官阿德里安·冯·福尔克萨姆派往匈牙利。希特勒担心匈牙利的投降会暴露他的南翼，此時罗马尼亚王國刚刚在8月底發生共產主義政變後被苏联佔領，匈牙利的投降將孤立仍在巴尔干地区与苏联推进作战的一百万德国军队。该行动之前是1944年3月的玛格丽特行动，該行動是德国军队对匈牙利的占领，希特勒曾希望这能确保匈牙利留在轴心国陣營中。